# That Lady
That Lady (Spaans: La princesa de Éboli) is een Brits-Spaanse dramafilm uit 1955 onder regie van Terence Young. Destijds werd de film in Nederland uitgebracht onder de titel Gunstelinge des Konings.

## Verhaal
Ana de Mendoza is een goede vriendin van koning Filips II van Spanje. Hij doet een beroep op haar om Antonio Pérez op te leiden voor het ambt van staatssecretaris. Wanneer Ana verliefd wordt op Antonio, is de koning jaloers.

## Rolverdeling
| Acteur              | Personage            |
| ------------------- | -------------------- |
| Olivia de Havilland | Ana de Mendoza       |
| Gilbert Roland      | Antonio Pérez        |
| Paul Scofield       | Filips II van Spanje |
| Françoise Rosay     | Bernardine           |
| Dennis Price        | Mateo Vásquez        |
| Anthony Dawson      | Don Íñigo            |
| Robert Harris       | Kardinaal            |
| Peter Illing        | Diego                |
| José Nieto          | Don Juan de Escobedo |
| Christopher Lee     | Kapitein             |